# Bush Lady (Alanis Obomsawin)
 (septembre 2024).

Bush Lady est le seul album de musique d'Alanis Obomsawin, sorti en 1988. Elle a enregistré l'album à l'origine en 1985 mais il n'est sorti qu'en 1988, lorsque les morceaux de musique sont terminés à sa satisfaction. En 2018, l'album est remasterisé et réédité par Constellation Records,,.

## Histoire
L’album est enregistré pour la première fois en 1985 pour la CBC, qui lui verse 250 $ pour le faire. En 1988, elle reprend les pistes musicales et y ajoute des bois, pour renforcer sa voix et sa batterie. Cette version est sorti sur l’étiquette d’Obomsawin, WaWa Productions, avec une conception graphique de l’artiste ojibwé Leo Yerxa (en). Mais la célèbre réalisatrice est frustrée de la vendre en consignation dans des boutiques de Montréal et elle cesse la distribution,.
En 2016, un collègue de l'Office national du film du Canada (ONF), Frédéric Savard, voit la pochette de l’album dans le bureau de l’ONF et lui pose des questions à ce sujet. Un an plus tard, Savard commence à les vendre en son nom, en transmettant une copie à musicien, ingénieur du son et producteur Radwan Ghazi Moumneh. Obomsawin est invitée à jouer dans au festival Le Guess Who ? (en) aux Pays-Bas en 2017, et bien qu’elle n’ait pas chanté en public depuis des décennies, elle interprète Bush Lady en direct pour la première fois, avec des musiciens locaux jouant les arrangements. Le concert est bien accueilli et Constellation propose de rééditer l'album,.
En 2018, Obomsawin remonte sur scène au Canada, une première fois en 30 ans, pour interpréte toutes les pièces de son album au Monument-National à l’invitation du festival Pop Montréal.

## Musique
Obomsawin chante et parle en anglais et en français ainsi qu'en abénaqui sur le disque, parfois accompagné d'un seul battement de tambour, d'autres fois par du violon, du violoncelle, des flûtes ou du hautbois dans une orchestration de vibraphoniste de jazz Jean Vanasse et Dominique Luc Tremblay. La chanson titre décrit l'exploitation des femmes autochtones par la culture blanche, tandis que d'autres chansons détaillent le vol des terres Abénaquis et la destruction des communautés autochtones,.